# 緑信用農業協同組合
緑信用農業協同組合（みどりしんようのうぎょうきょうどうくみあい）は、愛知県名古屋市緑区を管轄する農業協同組合。略称は「JAみどり」。
旧愛知郡鳴海町および旧知多郡有松町が名古屋市に編入されたのち、両農協が合併し発足した。

## 沿革
- 1948年（昭和23年） - 鳴海町農協および有松町農協が設立[1]。
- 1963年（昭和38年） - 鳴海町が名古屋市に編入され鳴海農業協同組合へ改称[1]。
- 1966年（昭和41年） - 緑区内農協合併推進委員会が発足[1]。
- 1969年（昭和44年） - 鳴海農協と有松農協の合併により緑農業協同組合を設立[1]。
- 1983年（昭和58年） - 緑信用農業協同組合に改称[1]。

## 店舗
- 本店（緑区潮見が丘二丁目）[1]
- 徳重支店（緑区乗鞍二丁目）[1]
- 桶狭間支店（緑区桶狭間神明）[1]

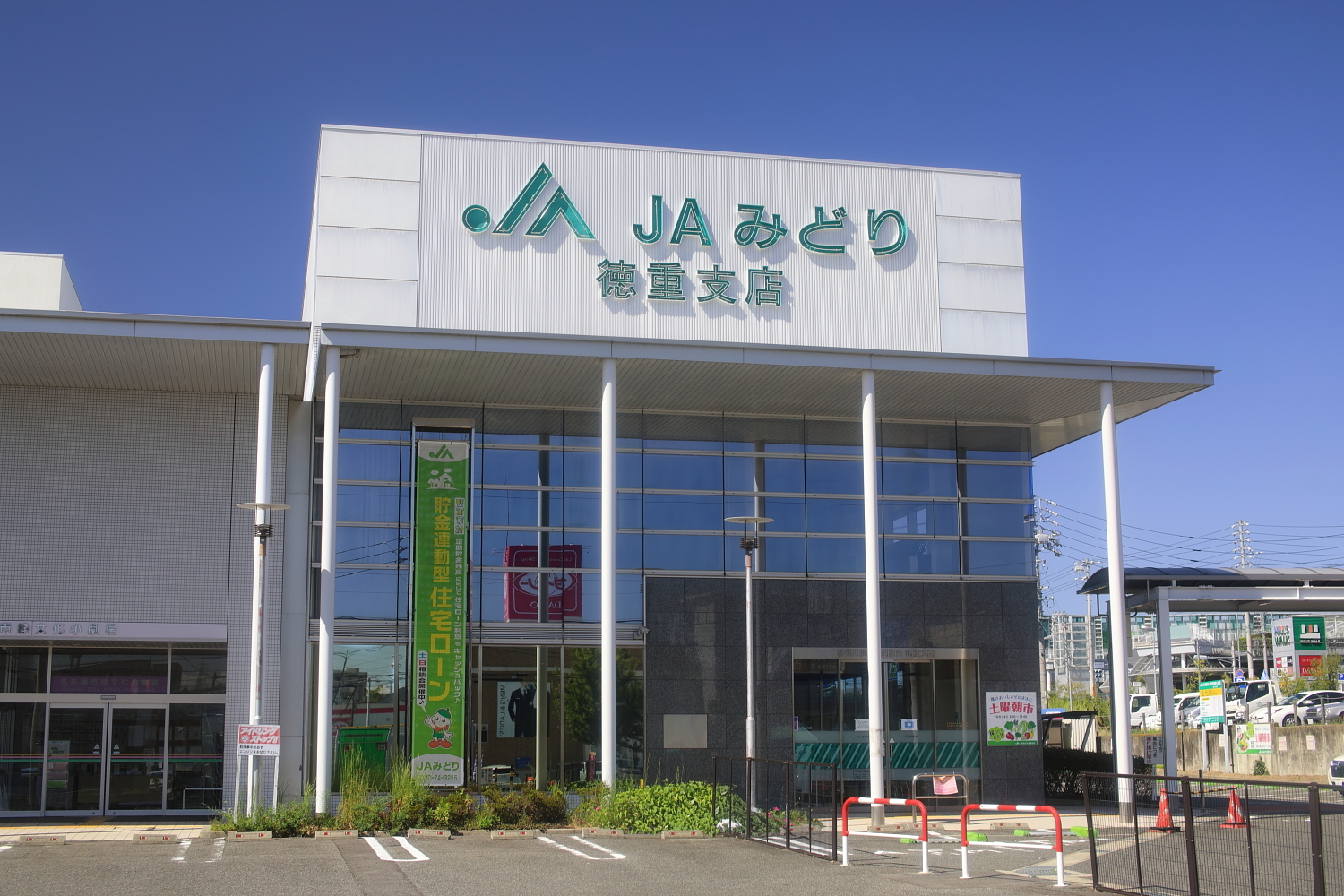
徳重支店 （2020年（令和2年）9月）
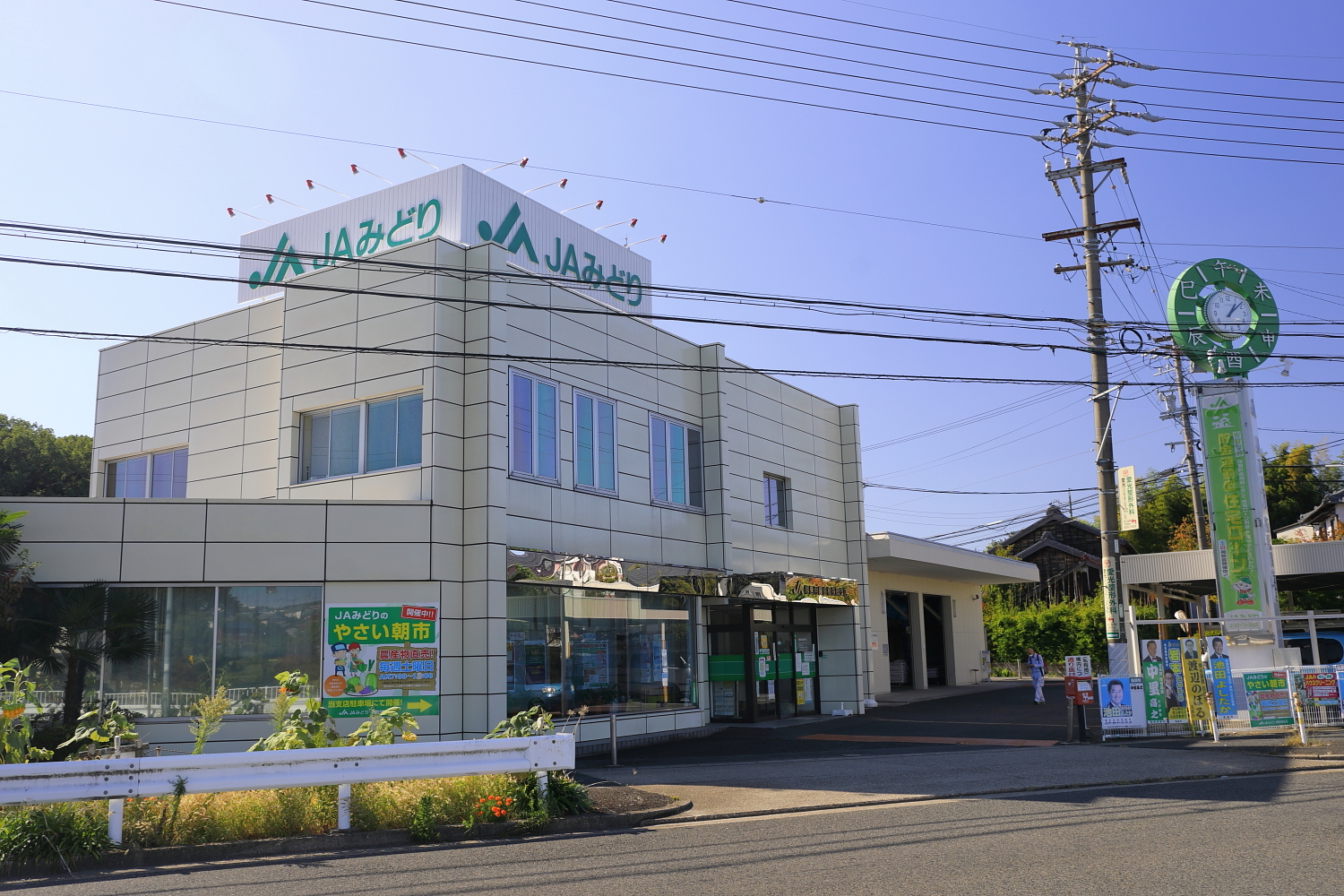
桶狭間支店 （2020年（令和2年）10月）